# 成始柏
成始柏（谚文：성시백，朝鲜汉字：成始柏，1987年2月18日—），是韩国著名的男子短道速滑运动员。他是2010年冬季奧林匹克运动会短道速滑比賽500米和5000米接力亚军。

## 职业生涯
2010年温哥华冬奥会中，成始柏获得500米和5000米接力两枚银牌。

## 资料来源
- 2010世界短道速滑锦标赛官方网站(英文)
- 成始柏-国际滑冰联盟（ISU）
- 成始柏-Olympedia